# Rebecca Smith
Rebecca Smith (Red Deer, 14 maart 2000) is een Canadese zwemster.

## Carrière
Bij haar internationale debuut, op de wereldkampioenschappen zwemmen 2017 in Boedapest, eindigde Smith samen met Marie-Sophie Harvey, Katerine Savard en Mackenzie Padington als achtste op de 4×200 meter vrije slag. Op de 4×100 meter vrije slag zwom ze samen met Sandrine Mainville, Michelle Toro en Kayla Sanchez in de series, in de finale eindigden Mainville en Sanchez samen met Chantal van Landeghem en Penelope Oleksiak op de vierde plaats. Samen met Kylie Masse, Kierra Smith en Sandrine Mainville zwom ze in de series van de 4×100 meter wisselslag, in de finale eindigden Masse en Kierra Smith samen met Penelope Oleksiak en Chantal van Landeghem op de vierde plaats. Op de 4×100 meter wisselslag gemengd zwom ze samen met Javier Acevedo, Richard Funk en Chantal van Landeghem in de series, in de finale veroverde Funk samen met Kylie Masse, Penelope Oleksiak en Yuri Kisil de bronzen medaille. Voor haar aandeel in de series ontving Smith eveneens de bronzen medaille.
Tijdens de Gemenebestspelen 2018 in Gold Coast eindigde ze als vijfde op de 50 meter vlinderslag en als zesde op de 100 meter vlinderslag. Samen met Penelope Oleksiak, Kayla Sanchez en Taylor Ruck behaalde ze de zilveren medaille op de 4×200 meter vrije slag. Op de Pan-Pacifische kampioenschappen zwemmen 2018 in Tokio eindigde de Canadese als vierde op de 100 meter vlinderslag, als tiende op de 200 meter vrije slag en als veertiende op de 100 meter vrije slag. Op de 4×100 meter vrije slag legde ze samen met Taylor Ruck, Kayla Sanchez en Alexia Zevnik beslag op de bronzen medaille, samen met Kayla Sanchez, Taylor Ruck en Mackenzie Padington sleepte ze de bronzen medaille in de wacht op de 4×200 meter vrije slag. Op de 4×100 meter wisselslag eindigde ze samen met Kylie Masse, Kelsey Wog en Taylor Ruck op de vierde plaats. 
In Gwangju nam Smith deel aan de wereldkampioenschappen zwemmen 2019. Op dit toernooi strandde ze in de halve finales van de 100 meter vlinderslag. Samen met Kayla Sanchez, Penelope Oleksiak en Margaret MacNeil zwom ze in de series van de 4×100 meter vrije slag, in de finale veroverden Sanchez, Oleksiak en MacNeil samen met Taylor Ruck de bronzen medaille. Op de 4×200 meter vrije slag zwom ze samen met Kayla Sanchez, Emily Overholt en Emma O'Croinin in de series, in de finale behaalden Sanchez en Overholt samen met Taylor Ruck en Penelope Oleksiak de bronzen medaille. Samen met Kylie Masse, Kierra Smith en Taylor Ruck zwom ze in de series van de 4×100 meter wisselslag, in de finale legde Masse samen met Sydney Pickrem, Margaret MacNeil en Penelope Oleksiak beslag op de bronzen medaille. Smith werd voor haar inspanningen in de series van alle estafettes beloond met drie bronzen medailles.

## Internationale toernooien
| Jaar | Olympische Spelen | WK langebaan | WK kortebaan  | PanPacs | Gemenebestspelen                                             |
| ---- | ----------------- | --- | ------------- | --- | ------------------------------------------------------------ |
| 2017 |                   | 4e 4×100m vrije slag · Smith zwom enkel de series · 8e 4×200m vrije slag · 4e 4×100m wisselslag · Smith zwom enkel de series · 4×100m wisselslag gemengd · Smith zwom enkel de series |               | |                                                              |
| 2018 |                   | | geen deelname | serie 50m vrije slag · 14e 100m vrije slag · 10e 200m vrije slag · 4e 100m vlinderslag · 4×100m vrije slag · 4×200m vrije slag · 4e 4×100m wisselslag | 5e 50m vlinderslag · 6e 100m vlinderslag · 4×200m vrije slag |
| 2019 |                   | 10e 100m vlinderslag · 4×100m vrije slag · Smith zwom enkel de series · 4×200m vrije slag · Smith zwom enkel de series · 4×100m wisselslag · Smith zwom enkel de series               |               | |                                                              |

## Persoonlijke records
Bijgewerkt tot en met 21 juli 2019
Kortebaan
| Afstand          | Tijd    | Datum            | Plaats    |
| ---------------- | ------- | ---------------- | --------- |
| 100m vrije slag  | 53,21   | 3 november 2017  | Toronto   |
| 200m vrije slag  | 1.52,99 | 16 december 2016 | Toronto   |
| 100m vlinderslag | 57,03   | 21 februari 2019 | Vancouver |

Langebaan
| Afstand          | Tijd    | Datum            | Plaats    |
| ---------------- | ------- | ---------------- | --------- |
| 100m vrije slag  | 54,54   | 10 augustus 2018 | Tokio     |
| 200m vrije slag  | 1.57,72 | 13 juni 2018     | Barcelona |
| 100m vlinderslag | 57,59   | 21 juli 2019     | Gwangju   |